# Музей крапинских неандертальцев

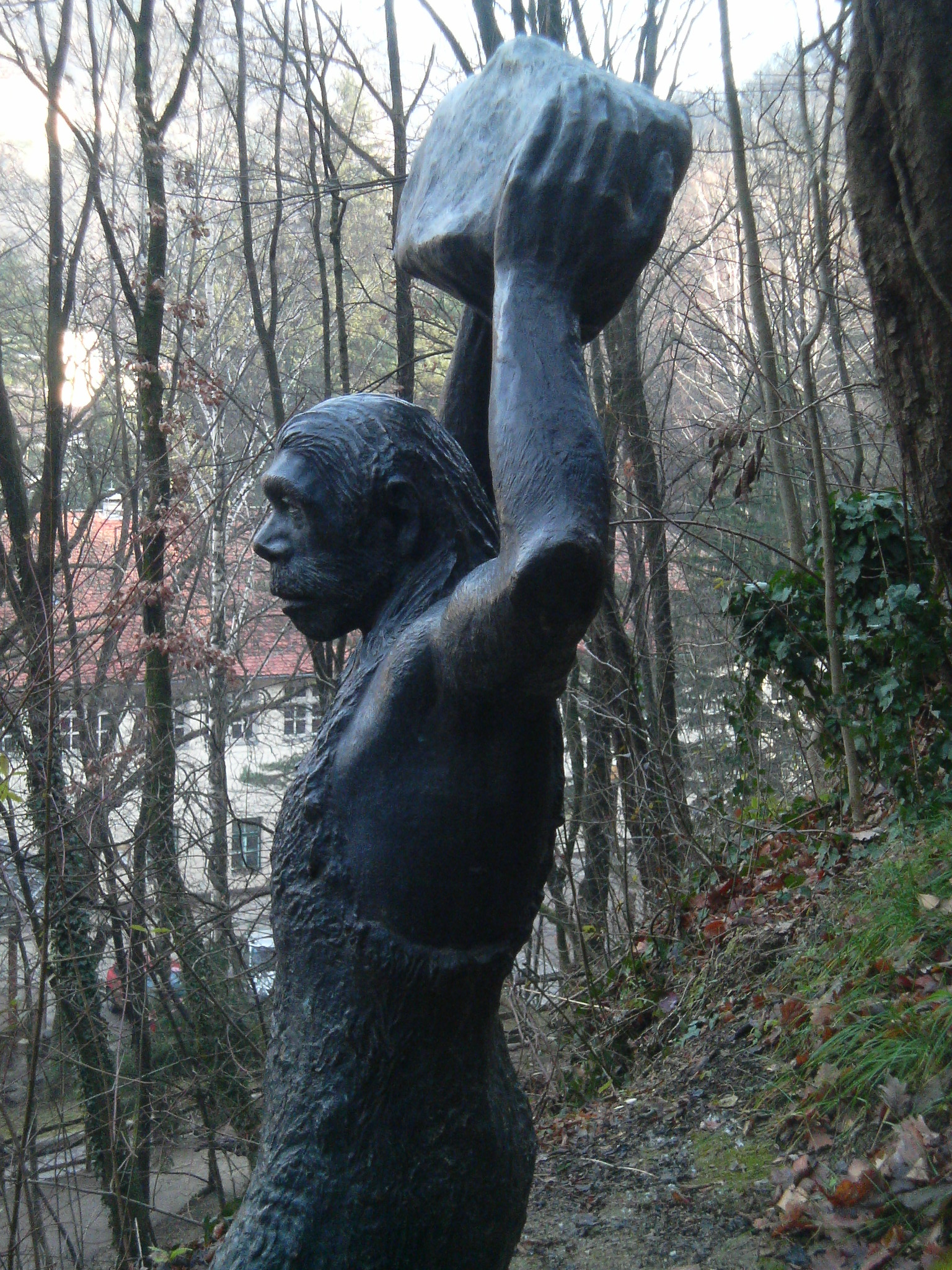
Скульптурное изображение неандертальца

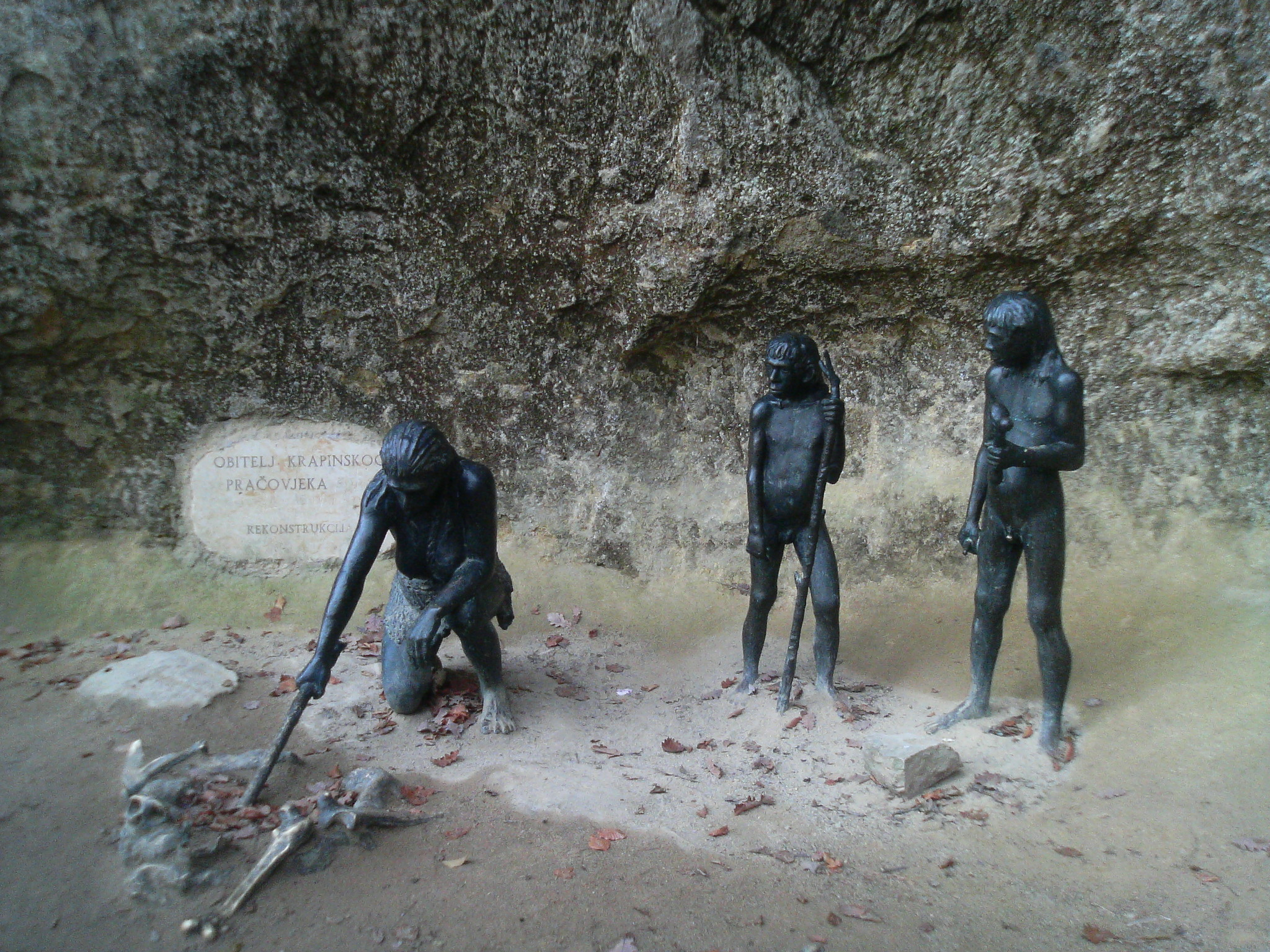
Реконструкция облика крапинских неандертальцев

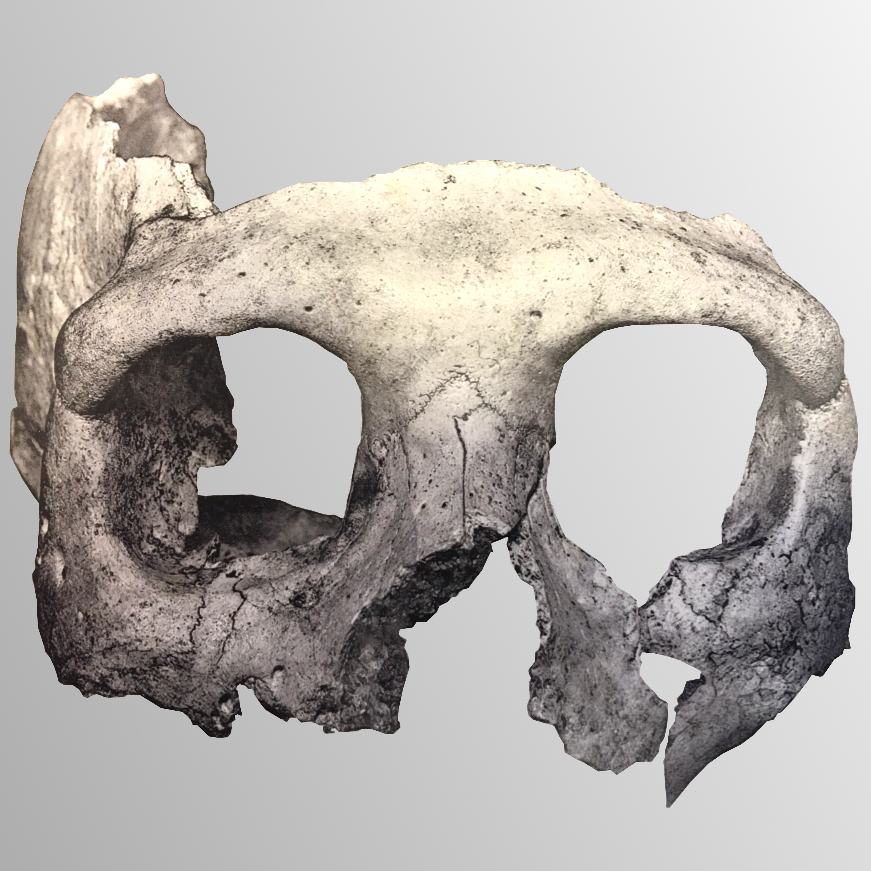
Неандерталец Krapina 3

Музей крапинских неандертальцев (хорв. Muzej krapinskih neandertalaca), также Палеонтологический музей — археологический музей, расположенный в хорватском городе Крапина, недалеко от Загреба.
В музее представлены экспонаты древней истории человека, прежде всего, предметы из жизни неандертальцев, обитавших здесь 130 000 лет назад. Крапинские неандертальцы практиковали каннибализм и болели раком. Цифровая эндокраниальная реконструкция черепа Krapina 1 показала, что ёмкость черепной коробки составляла около 1450—1500 см³. Высокая распространённость анатомических вариантов первого шейного позвонка, известного как атлант, указывает на низкое генетическое разнообразие как в популяции неандертальцев из Крапины, живших 130 тыс. л. н., так и в популяции неандертальцев из Эль-Сидрона, живших 49 тыс. лет назад.
В 2010 году, после 10-летнего строительства, был открыт новый музей на 1200 м², который считается самым современным в Европе. С помощью аудиосистемы можно прослушать экскурсию на английском, хорватском, немецком, французском и итальянском языках. Музею принадлежит также расположенное неподалёку место раскопок, где в 1899 году были найдены останки неандертальцев.
Музей расположен в парке, украшенном скульптурными изображениями животных эпохи плейстоцена и первобытных людей.